# Moulins-en-Tonnerrois
Moulins-en-Tonnerrois település Franciaországban, Yonne megyében. Lakosainak száma 108 fő (2022. január 1.). Moulins-en-Tonnerrois Pacy-sur-Armançon, Censy, Argenteuil-sur-Armançon, Noyers, Pasilly és Sambourg községekkel határos.

## Népesség
A település népességének változása:
| Lakosok száma | 105  | 101  | 103  | 103  | 104  | 104  | 105  | 106  | 108  |
|               | 2013 | 2015 | 2016 | 2017 | 2018 | 2019 | 2020 | 2021 | 2022 |